# Ге, Жак Этьенн
Жак Этьенн Ге (фр. Jacques Étienne Gay; 1786—1864) — французский ботаник.

## Биография
Жак Ге родился в Ньоне, пригороде Женевы, 11 октября 1786 года. Учился в Снелловском институте, вскоре заинтересовался ботаникой. Он познакомился с ботаником Ж. Ф. Э. Годеном и при его поддержке стал исследовать флору швейцарских Альп. Собранные им образцы были использованы для книги Годена Flora Helvetica. В 1811 году Жак переехал в Париж. Шарль Луи Юге де Семонвилль назначил его секретарём во Французском сенате. С 1818 года Ге активно издавал публикации по ботанике. Он был автором нескольких монографий крупных родов и семейств растений. В 1824 году Ге был произведён в кавалеры Ордена Почётного легиона. В 1826 году учёный женился на Розалии Нийон. В 1848 году Ге ушёл на пенсию. Он скончался в Париже 16 января 1864 года.
Образцы, использованные Жаком Ге для описания растений, хранятся в Королевских ботанических садах Кью в Лондоне (K).

## Некоторые научные работы
- Gay, J. (1821). Monographie des cinq genres de plantes des Lasiopétalées. 38 p., 8 pl.
- Gay, J. (1842). Erysimorum quorundam novorum diagnoses. 16 p.
- Gay, J. (1848). Eryngiorum novorum vel minus cognitorum heptas. 39 p.

## Роды, названные в честь Ж. Ге
- Gaya Gaudin, 1826, nom. illeg. [syn.  Pachypleurum Ledeb., 1829]
- Gaya Kunth, 1822
- Gaya Spreng., 1827, nom. nov. et illeg. [syn.  Seringia J.Gay, 1821, nom. cons.]